# 老营乡
老营乡，是中华人民共和国四川省阿坝藏族羌族自治州小金县曾经下辖的一个乡。2019年12月，撤销老营乡，将其所属行政区域划归美兴镇管辖。

## 行政区划
老营乡撤销前下辖以下地区：
下马厂村、老营厂村、甘家沟村和大水沟村。